# Radio Viborg
Radio Viborg startede i Viborg den 21. marts 1984. Stationen var allerede fra 1985 og frem til sidst i 1990'erne landets største lokale radiostation med omkring 300.000 lyttere, 22 ansatte og over 100 frivillige. Iflg. en AIM-måling i 1985 lyttede 67 procent af befolkningen i Viborg dagligt til Radio Viborg, mens kun 38 procent lyttede dagligt til Danmarks Radio.
Radio Viborg blev oprindelig drevet af Viborg Lokalradio Forening. Initiativtager til etableringen af Radio Viborg var Stig Hartvig Nielsen, der også blev ansat som stationens første leder. Blandt de øvrige aktive fra Viborg Lokalradio Forenings stiftelse i 1981 var Henning Kristensen, Jørn Ole Døssing og Niels Møller. 
Det var - frem til 1988 - forbudt for danske radiostationer at sende reklamer, så Radio Viborg blev de første år finansieret gennem radiobingo, lytterforeningen med over 20.000 medlemmer og flere store indsamlingsshows. 
Radio Viborg var de første mange år en 'full service' radiostation, hvor der udover meget popmusik, også blev lagt vægt på en omfattende lokal nyhedsformidling, debatprogrammer og en række specialprogrammer - dog fortrinsvist i aftentimerne og i weekenden. 
I 2000 indledtes et samarbejde med Radionet, hvis ejere – Nordjyske – købte 2/3 af aktierne i stationen. I 2005 købte De Bergske Blade Nordjyskes aktiepost og dermed Radio Viborg, der nu hed Radio Viborg Hit FM og søsterkanalen Viborg Guld FM, og radioen flyttede til nye lokaler i samme hus som Viborg Stifts Folkeblad, der står for radioens nyhedsformidling.
Den 1. februar 2009 stoppede samarbejdet med Radionet helt, og Radio Viborg blev igen relanceret som selvstændig lokalradio – og igen med det oprindelige navn, uden Hit FM. Samtidig skiftede søsterkanalen Viborg Guld FM navn til Viborg Favorit FM.
Radio Viborg ejes i dag, ligesom Viborg Stifts Folkeblad, af Jysk Fynske Medier.
En række tidligere Radio Viborg-medarbejdere fortsatte karrieren i andre elektroniske og trykte medier, bl.a. stationens tidligere sportskommentatorer Jens Rohde, Jens Ole Sørensen og Henrik Liniger.

## Hitlister/årslister
Radio Viborg har gennem årene haft adskillige hitliste-programmer, blandt andet Ugens Top 40 med Stig Hartvig Nielsen som vært - senere med Søren Bräuner - og LP Top 40 med Poul Foged, samt Dansktoppen med Verner Ankjær Johansen tilbage i 80'erne og 90'erne. De to top 40-lister var baseret på salgstal fra pladeforhandlerne i Midt- og Østjylland, mens Dansktoppen var en afstemningshitliste. 
Efter en periode uden hitlister, startede Countdown Midtjylland med Jan Vija Andersen i marts 2010. Hitlisten blev sammensat ved at lytterne stemte på radioens hjemmeside, og blev sendt hver fredag aften og genudsendt søndag eftermiddag. Programmet sendes dog ikke mere.
Radio Viborg har også gennem årene sendt mange andre musiklister, eksempelvis sendte kanalen allerede tilbage i 1980'erne i Pinsen hvert år 'Alle tiders top 100', som den første radiostation i Danmark. I mange år har radioen omkring nytårstid desuden sendt en liste over årets største hits på Radio Viborg – typisk en top 100.

## Radio Viborgs direktører m.m.
- 1984-1988: Stig Hartvig Nielsen
- 1988-1989: Tage Holmann Sørensen
- 1989-1992: Peer Bjerrum (arbejdende bestyrelsesformand)
- 1992-1998: Inge Bak
- 2000-2004: Jan Buhr
- 2004-2006: Claus Broe
- Siden 2006: Lars Christiansen (radioredaktør)

## Fed Fredag
Et af de populæreste programmer i Radio Viborgs lange historie var programmet Fed Fredag som op gennem 90'erne havde et godt tag i den unge generation. Værterne var Esben Svenningsen og Jan Thulstrup.